# Brunete
|  | Per a altres significats, vegeu «Batalla de Brunete». |

Brunete és un municipi de la Comunitat de Madrid. Limita al nord i a l'est amb Villanueva de la Cañada; a l'est amb Villaviciosa de Odón; al sud amb Sevilla la Nueva; i a l'oest amb Quijorna.
Durant la Guerra Civil Espanyola hi va tenir lloc la batalla de Brunete, el juliol de 1937.

## Geografia

### Ubicació
N'es troba situat dins de la corona metropolitana oest limitant amb Villanueva de la Cañada, tot i 2,5 km al nord, Boadilla del Monte a l'est, Villaviciosa de Odón i Sevilla la Nueva al sud i Quijorna a l'oest.
El seu terme municipal té una forma quasi circular, com a correspon al seu passat agropecuari (aquesta forma circular dona origen a que es mantingui sempre una distància mínima al centre poblat) i el relleu és pràcticament pla, amb uns estanys incipients que drenen cap a l'oest (cap la conca del Perales, afluent de l'Alberche) i cap a l'est, directament cap Guadarrama, aquests últims, amb major pendent, per la major profunditat de la llera del riu. Aqueix drenatge a dues aigües deixa una espècie de llom aplanat pel que s'ha traçat la carretera M-600, de nord a sud i que enllaça les poblacions de Villanueva de la Cañada amb Sevilla la Nueva passant, òbviament per Brunete.

## Demografia
| 1995  | 1996  | 1998  | 1999  | 2000  | 2001  | 2002  | 2003  | 2004  | 2005  | 2006  | 2007  |
| ----- | ----- | ----- | ----- | ----- | ----- | ----- | ----- | ----- | ----- | ----- | ----- |
| 3.309 | 3.940 | 4.354 | 4.931 | 5.080 | 5.414 | 6.216 | 6.984 | 7.368 | 8.096 | 8.645 | 8.956 |